# Roztoka Odrzańska
Roztoka Odrzańska (bis 1945 Papenwasser, nach 1945 polnisch Zatoka Stobnicka) – eine Bucht des Stettiner Haffs in seinem südlichen Teil, mit einer Fläche von etwa 30 km². Die Gewässer der Roztoka sind flach, die durchschnittliche Tiefe beträgt etwa 1,3 m, die Länge der Überschwemmung beträgt 10 km und die Breite etwa 6 km. Der Fluss Oder mündet in sie.

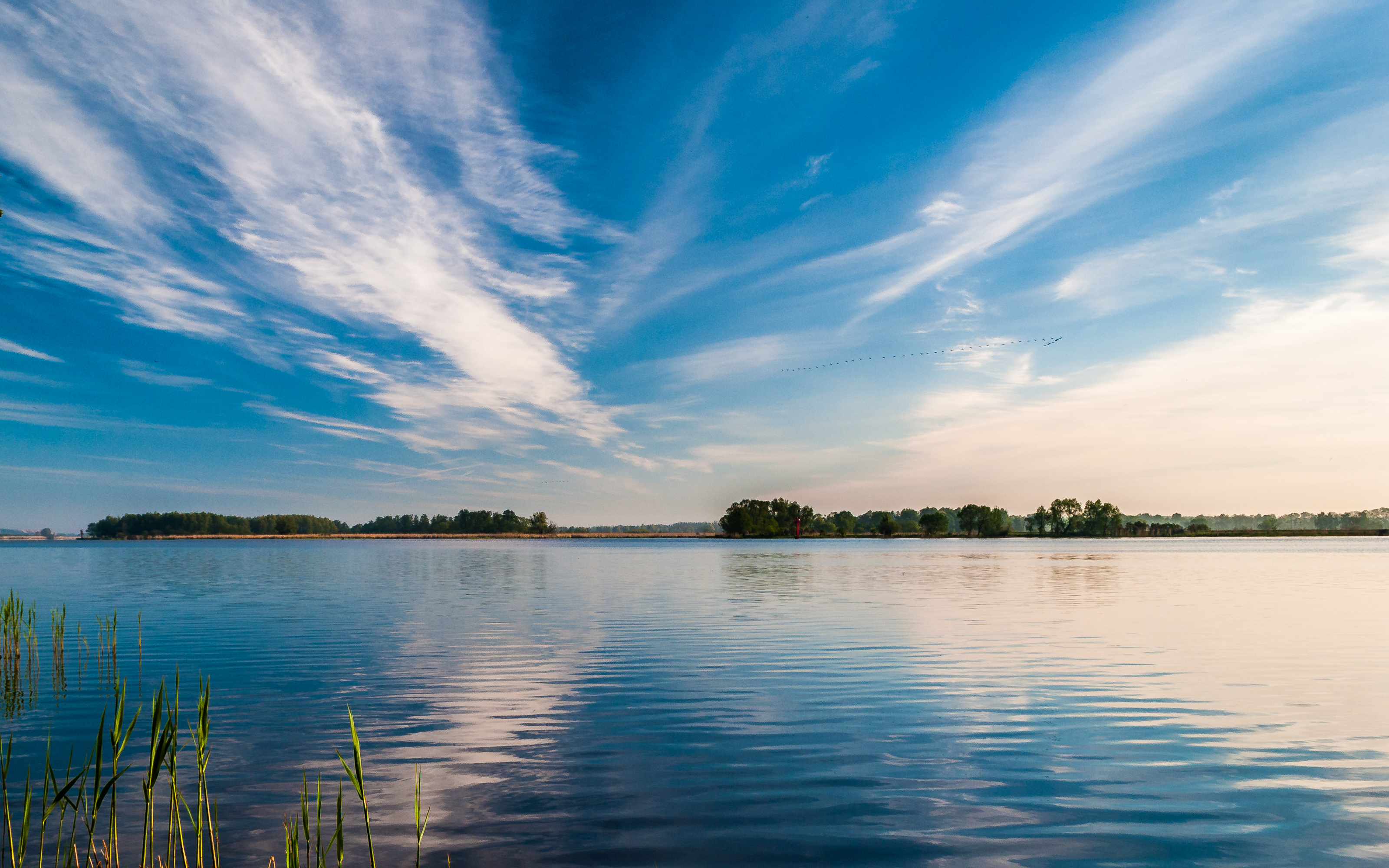
Roztoka Odrzańska

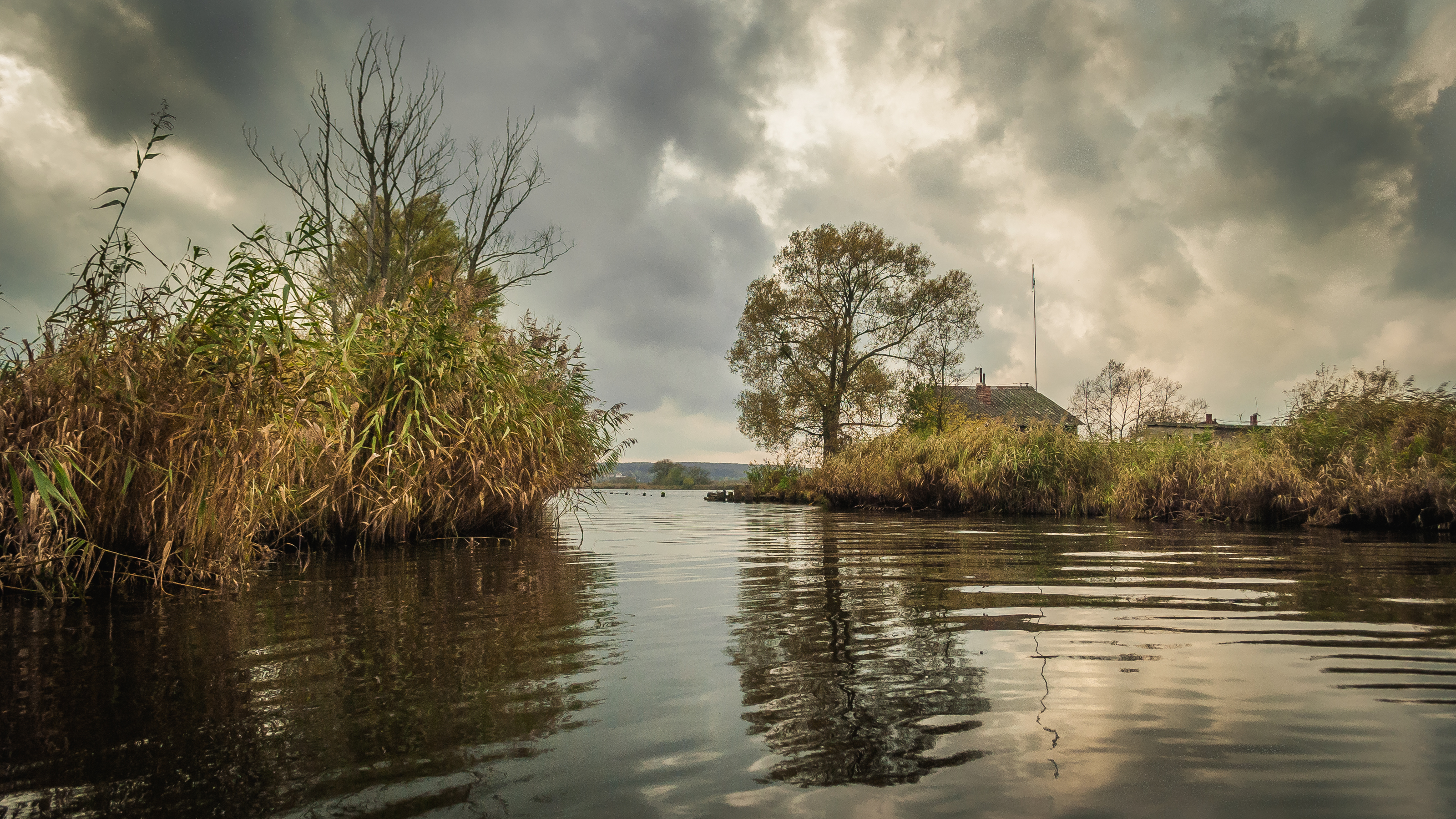
Roztoka Odrzańska

Die Bezeichnung „Roztoka“ ist die Fortsetzung des Flusses Domiąża (Oder) und beginnt im Gebiet am nördlichen Ende der Insel Wielki Karw innerhalb der Verwaltungsgrenzen der Stadt Police. Die künstliche Insel Chełminek in der Gemeinde Police wurde zur Grenze zwischen Roztoka und dem Stettiner Haff.
Auf den Gewässern der Odermündung wurde die Grenze zwischen dem Landkreis Goleniów (Gemeinde Stepnica) und dem Landkreis Politz (Gemeinde Police) festgelegt.